# Pungentella pungens
Pungentella pungens là một loài rêu trong họ Sematophyllaceae. Loài này được (Hedw.) Müll. Hal. mô tả khoa học đầu tiên năm 1898.